# Montserrat
Montserrat je otok u Karibima. To je Britansko prekomorsko područje Ujedinjenog kraljevstva. Smješten je jugozapadno od Antigve i Barbude a sjeverozapadno od Gvadalupe.

## Zemljopis
Ovaj otok je jedan od otoka u malim Antilima i vulkanskog je porijekla. Zadnja veća aktivnost vulkana Soufriere Hills se dogodila, nakon 400 godina mirovanja, 1995. godine. Geolozi misle, da se zadnja velika aktivnost tog vulkana dogodila prije 20 000 godina.
2/3 otoka su, radi erupcije, još uvijek zatvoreno područje. Plovidba vodama oko otoka je riskantna, jer od erupcije pomorske karte više nisu pouzdane, a nove još nisu izrađene. U široj okolici otoka se još uvijek osijeća snažan miris sumpora, stanje travnja 2005. 
Monserrat ima tropsku klimu s temperaturama od 23° do 30°C ali bez izraženih kišnih i sušnih razdoblja.

## Povijest
Prvi stanovnici otoka bili su Arawak Indijanci koji na njega pristižu s južnoameričkog kopna između 500. pr. Kr. do 500. n.e., gdje se zadržavaju sve do sredine 1400.-ih kada su ih protjerali agresivni Karibi. Otok su prozvali imenom Alliouagana,  'zemlja bodljikavog grmlja'  ="land of prickly bush", prema vegetaciji kojom su bile obrasle njegove obale. 
Kristofor Kolumbo je "otkrio" otok 1493. i dao mu ime po poznatom samostanu na brijegu Monserrat u Španjolskoj. Od 1871. do 1956. Monserrat je bio dio federacije Zavjetrinskih otoka, da bi se 1958. priključio Zapadnoindijskoj federaciji. Nakon raspuštanja federacije 1962. stanovnici su na referendumu odlučili da žele ostati Britanska krunska kolonija.
Niz erupcija vulkana Soufriere Hills, koje su počele u srpnju 1995. opustošile su veći dio otoka. 75% stanovništva je napustilo otok. Dotadašnji glavni grad Plymouth je 1996. i službeno, zbog erupcija vulkana, napušten. Prijelazna vlada je smještena u mjesto Brades, na sjeverozapadu otoka.

## Jezici
Na Montserratu se govore 2 jezika, to su nacionalni engleski 100 ljudi (2004) i antigvanski i barbudski kreolski engleski, ovdje nazivan montseratski kreolski engleski, 7.570 govornika (2001).

## Politika
Otok je podijeljen na tri upravna područja:
- Saint Anthony
- Saint Georges
- Saint Peter's

## Promet
Na otoku se prometuje lijevom stranom.

## Vanjske poveznice
- Missions Atlas Project Area of the World Country (Montserrat)[neaktivna poveznica]
- Montserrat
- Montserrat